# Cyprianische Pest
Die Cyprianische Pest war eine in den Jahren 250 bis 270 im Römischen Reich auftretende Pandemie, deren Erreger bislang nicht bekannt ist. Sie wurde vom Kirchenschriftsteller Cyprian im Jahre 252 beschrieben und später nach ihm benannt.

## Hintergründe
Während der Reichskrise des 3. Jahrhunderts, die den Zeitraum von 235 bis 284/85 n. Chr. umfasste, waren die sozialen und ökonomischen Resilienzmechanismen des Imperiums durch eine Anzahl von inneren und äußeren Krisen stark gefordert.

Das in drei Teile zerfallene römische Imperium im Jahre 272 n. Chr. mit dem gallischen (grün) und palmyrenischen (gelb) Teilreich und dem Kernbereich (rot) des Imperiums.

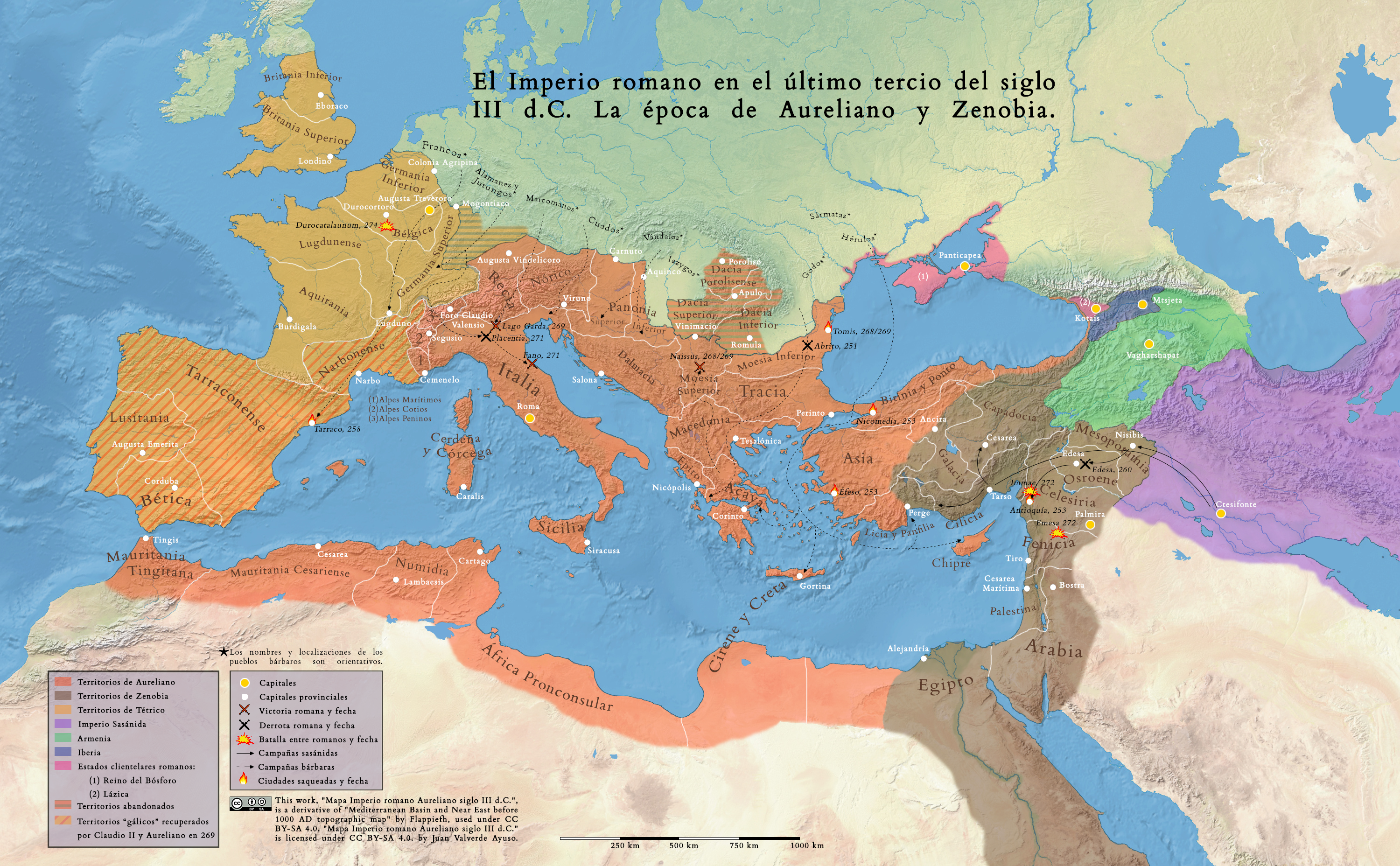
Das Römische Reich um das Jahr 271 n. Chr. Es war die Zeit der Regentschaft von Lucius Domitius Aurelianus römischer Kaiser in den Jahren von 270 bis 275; ihm gelang die Reichseinheit wiederherstellen.

## Ausbruch und Verlauf
Die Krankheit scheint 250 in Äthiopien ausgebrochen zu sein. In Hochzeiten starben allein in Rom täglich bis zu 5000 Menschen. Der römische Kaiser Hostilian verstarb laut Aurelius Victor an der Krankheit im Jahr 251, Kaiser Claudius Gothicus im Jahr 270.
Cyprian beschrieb in seinem Traktat De mortalitate, c.14, die Symptome: „Die Eingeweide, gelöst in ständigem Ausfluss, entleeren sich aller Körperkräfte; ein Feuer, dessen Ursprung im Mark liegt, gärt in den Wunden tief im Rachen; die Innereien werden geschüttelt vom steten Erbrechen; die Augen brennen vom eingeschossenen Blut; manchmal nimmt die Vergiftung durch krankhafte Verwesung Arme und Beine.“
Die Seuche wurde von Georgios Kedrenos (11./12. Jh.) als hochansteckend beschrieben, sie habe sich durch Kleider und sogar Blickkontakt fortgepflanzt. Laut Kedrenos begann die Krankheitswelle jedes Mal im Herbst und währte alsdann bis zum Anfang der Hundstage fort.
Der Erreger ist bis heute nicht identifiziert. Die Seuche ist möglicherweise mit den Pocken gleichzusetzen, wobei jedoch die ausgeprägten Hautveränderungen, als deren Leitsymptom, in den antiken Berichten fehlen.
Diskutiert wird jedoch auch die Grippe als mögliche Erkrankung. Aber die fehlende Beschreibung jeglicher Atemwegsbeeinträchtigungen in der Symptomatik der Seuche bei Cyprian ist ein starkes Argument gegen die Influenza.
Auch ein Ebola-ähnliches hämorrhagisches Fieber verursacht durch ein unbekanntes Filovirus wird verdächtigt. Dafür werden in den Quellen der Zeit beschriebene ungewöhnliche Symptome wie das „Absterben“ und „Abfaulen“ von Gliedern oder Erblindungen, die für die Pocken oder die Grippe nicht bekannt sind, herangezogen, sowie die mangelnde Erwähnung von Hautausschlägen, die wiederum für die Pocken typisch wären.
Um eine Epidemie auszulösen, muss das Ebolaähnliche-Virus zunächst von seiner Wirtsart auf einen Menschen überspringen. Hier könnten Menschen mit infizierten Fledermäusen oder Affen in Kontakt gekommen sein. Nach der Infektion leiden die Infizierten nach einer kurzen Inkubationszeit (durchschnittlich 4 bis 10 Tage, manchmal auch länger) unter starkem Fieber und einer Krankheitsfolgen, die mehrere physiologische Systeme gleichzeitig beeinträchtigten, einschließlich des Magen-Darm-Traktes und dem Gefäßsystem. Bindehautinjektion und schwere hämorrhagische Symptome könnten durchaus mit den Berichten von Cyprian in Deckung gebracht werden. Auch Gewebenekrosen und dauerhafte Entstellung der Gliedmaßen könnten Cyprians Beschreibung widerspiegeln, so dass Gliedmaßen faulig, gangränös würden und irreversibel beeinträchtigt waren. Der Tod tritt bei der rezenten Ebola-Virus-Infektion normalerweise zwischen dem 6. und 16. Tag ein. Wahrscheinlich ist, dass Überlebende eine gewisse Immunität besitzen. Das Ebola-Virus wird durch Körperflüssigkeiten übertragen, nicht jedoch durch Tröpfchen und Aerosole in der Luft. So verbreitet sich das Virus leicht in Haushalten. Ebenso sind pflegende Menschen einem besonders hohen Risiko ausgesetzt, ebenso sind die Leichen der verstorbenen Menschen eine starke Infektionsquelle.
Das Ausmaß des Sterbens verdeutlichen auch 2014 veröffentlichte Grabungsbefunde aus Ägypten. Die unter der Leitung von Francesco Tiradritti durchgeführte Grabung in Theben zeigt, dass viele Seuchenopfer verbrannt und die Überreste ohne jedes Ritual in einem zu diesem Zweck wieder geöffneten alten Gräberkomplex aus der Zeit um 600 v. Chr. beigesetzt wurden. Zur Verbrennung der zahlreichen Opfer wurden Öfen gemauert, die hastig aus den Steinen des Gräberkomplexes errichtet wurden. Es gibt auch deutliche Anzeichen für Desinfektionsmaßnahmen mit Löschkalk.

## Gesellschaftliche und politische Folgen
Die Folgen der Seuche waren möglicherweise weitreichend. Kyle Harper sieht eine enge Verbindung zwischen der Krankheit und der Reichskrise des 3. Jahrhunderts. Die Seuche habe die demographische und wirtschaftliche Basis des Reiches zutiefst erschüttert und destabilisiert, das religiöse Denken habe sich im Angesicht des jahrelangen Zuges der Seuche dauerhaft verändert. Erst habe Kaiser Decius den Christen die Verantwortung für die Seuche zugeschoben und sie (wie auch Kaiser Valerian seit 257) dementsprechend verfolgt, danach hätten Dauer und Schwere der Epidemie jedoch das Vertrauen in die alten Götter tiefgreifend gestört und zum starken Anstieg des Christentums – das aufopfernde Krankenpflege und gegenseitige Hilfe als religiöse Pflicht empfand – beigetragen. Die Auswirkungen seien insofern gravierender gewesen als die der Antoninischen Pest, welche das Reich noch relativ intakt habe überstehen können.
Verstärkt mussten an den Reichsgrenzen barbarische Truppen rekrutiert werden. Seit etwa 256 kam es zu einer beispiellosen Wirtschafts- und Finanzkrise im Zusammenhang mit sinkenden Agrarerträgen und den steigenden Kosten der Heeresfinanzierung. Der Feingehalt des silbernen Denar sank auf 10, unter Gallienus maximal sogar auf 5 Prozent. Dennoch erfolgten vermehrten Einfälle der Perser und Germanen, die zu erheblichen Gebietsverlusten führten.